# Крюково (село, Наро-Фоминский городской округ)
Крюково — село в Наро-Фоминском районе Московской области, в составе сельского поселения Ташировское. Численность постоянного населения по Всероссийской переписи 2010 года — 100 человек, в деревне числятся 1 улица и 3 садовых товарищества. В Крюково действует Преображенская церковь 1826 года постройки.

## География
Деревня расположена в западной части района, на правом берегу реки Тарусса, примерно в 12 км к северо-западу от города Наро-Фоминска, высота центра над уровнем моря 132 м. Ближайшие населённые пункты — Маурино, Радчино и Скугорово.

Памятник Вере Волошиной в деревне

## История
До 2006 года Крюково было центром Крюковского сельского округа.
Постановлением Губернатора Московской области от 6 августа 2018 года № 323-ПГ категория населённого пункта изменена с «деревня» на «село».